# Nossa Senhora do Líbano
Nossa Senhora do Líbano, conhecida também como Nossa Senhora de Harissa (em árabe: سيدة لبنان, Sayyidat Lubnān) é um título da Virgem Maria relacionado a uma estátua no santuário homônimo, um importante local de peregrinação cristã maronita. Está localizada no santuário de Harissa, a cerca de 20 km de Beirute, no Líbano.
O santuário mariano pertence ao Patriarcado Maronita, que confiou sua administração à Congregação dos Missionários Maronitas Libaneses desde sua fundação em 1904 e também ao jesuíta Lucien Cattin,  de acordo com Christian Taoutel (historiador libanês da Universidade de São José). É um dos santuários mais importantes do mundo em homenagem a Maria, mãe de Jesus. O santuário é destacado por uma enorme estátua de bronze de 15 toneladas. Tem 8,5 metros de altura e cinco metros de diâmetro. A Virgem Maria estende as mãos em direção a Beirute.
O Santuário de Nossa Senhora do Líbano atrai milhões de fiéis, tanto cristãos quanto muçulmanos, de todo o mundo. O 50.º jubileu, em 1954, foi também o centenário do estabelecimento do dogma católico da Imaculada Conceição. Durante essas celebrações, o Papa Pio XII enviou seu representante, o Cardeal Angelo Roncalli (que mais tarde se tornaria o Papa João XXIII), ao Líbano. O Papa João Paulo II visitou Nossa Senhora do Líbano em 1997.
A Congregação dos Missionários Maronitas Libaneses, responsável pela administração, trabalha para reforçar o ecumenismo entre todas as Igrejas locais, comunidades cristãs e movimentos apostólicos.
Os cristãos libaneses, assim como os drusos e os muçulmanos, têm uma devoção especial a Virgem Maria. O Patriarca Maronita de Antioquia a nomeou "Rainha do Líbano" em 1908, após a conclusão do santuário. Com vista para a baía de Jounieh, o santuário se tornou uma grande atração turística, onde os turistas pegam o teleférico, o Téléphérique, da cidade de Jounieh até Harissa.

## História

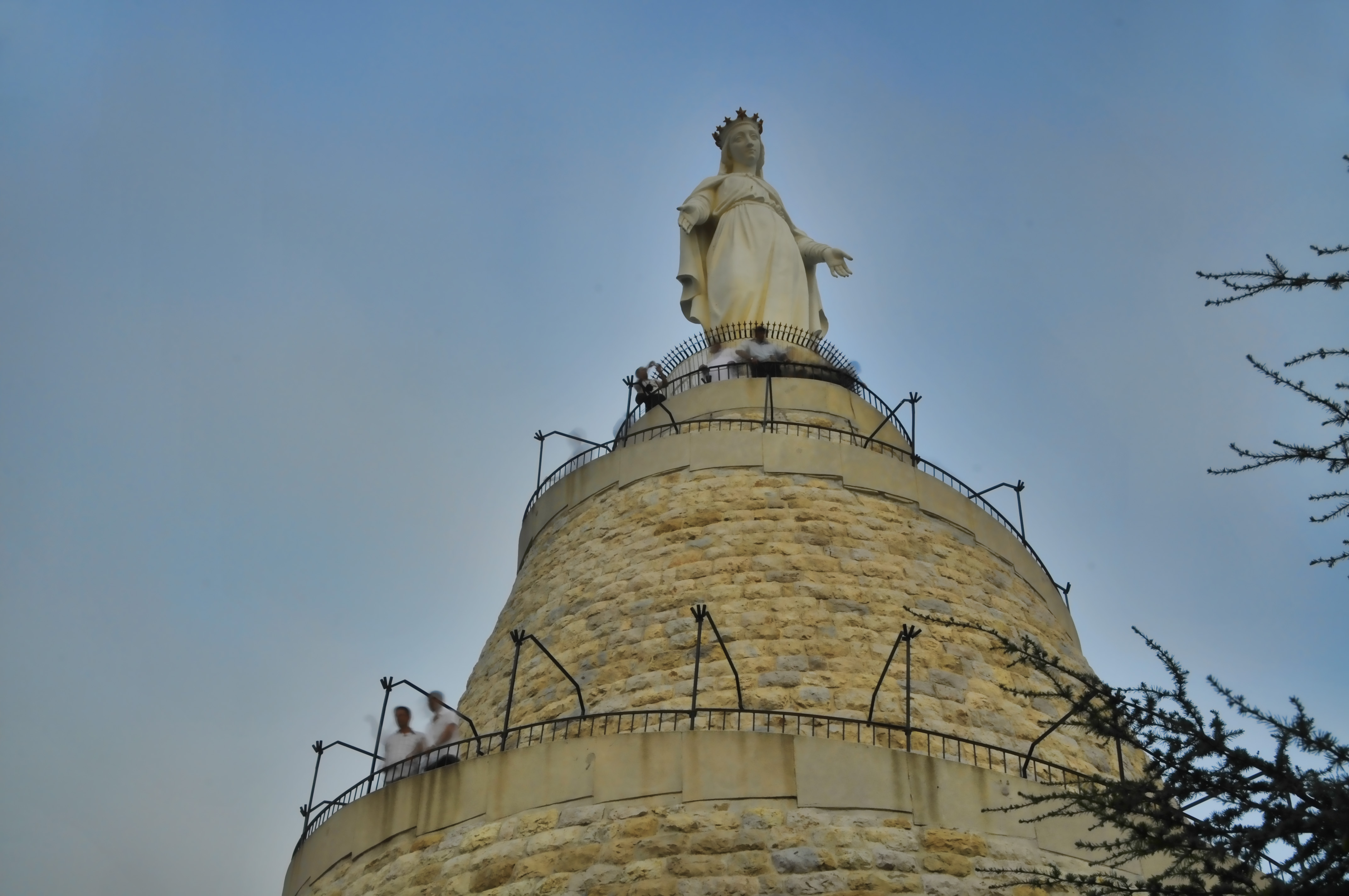
Vista panorâmica da estátua de Nossa Senhora do Líbano

A estátua de Nossa Senhora do Líbano é uma estátua de 13 toneladas, feita de bronze e pintada de branco, fabricada em Lyon, França. Foi erguida em 1907 no topo de uma colina, 650 metros acima do nível do mar, na vila de Harissa, 20 km ao norte de Beirute em homenagem a Nossa Senhora do Líbano. O terreno foi doado por Yousef Khazen. É composta de sete seções que foram montadas no topo da base de pedra, que tinha um perímetro inferior de 64 m, um perímetro superior de 12 m e uma altura total de 20 m. A altura da estátua é de 8,50 m, enquanto seu diâmetro é de 5,50m. A estátua e o santuário foram inaugurados em 1908 e se tornaram um importante destino de peregrinação. A estátua foi doada por uma francesa que permanece anônima.

## Visita papal
O Papa João Paulo II visitou o santuário quando fez uma visita oficial ao Líbano em 10 de maio de 1997. Ele celebrou uma missa na Basílica moderna. Em 8 de dezembro de 1998, o Vaticano anunciou que o Dia Mundial do Doente seria celebrado em 11 de fevereiro de 1999, em Nossa Senhora do Líbano em Harissa. O pontífice rezou para que Nossa Senhora do Líbano, que havia vigiado o sofrimento agonizante do povo libanês, pudesse ajudar todos aqueles que estavam sofrendo no mundo.
O Papa Bento XVI lançou um apelo pela paz no Líbano e em Gaza, invocando a proteção de Nossa Senhora do Líbano em 28 de janeiro de 2007. Ele disse: "Aos cristãos no Líbano, repito a exortação a serem promotores de um diálogo real entre as diversas comunidades, e sobre todos invoco a proteção de Nossa Senhora do Líbano".
O Núncio apostólico no Líbano, bem como as residências de quatro patriarcas das Igrejas Orientais residem nas proximidades do santuário de Nossa Senhora do Líbano.

## Igrejas, escolas e santuários dedicados a Nossa Senhora do Líbano

### África do Sul

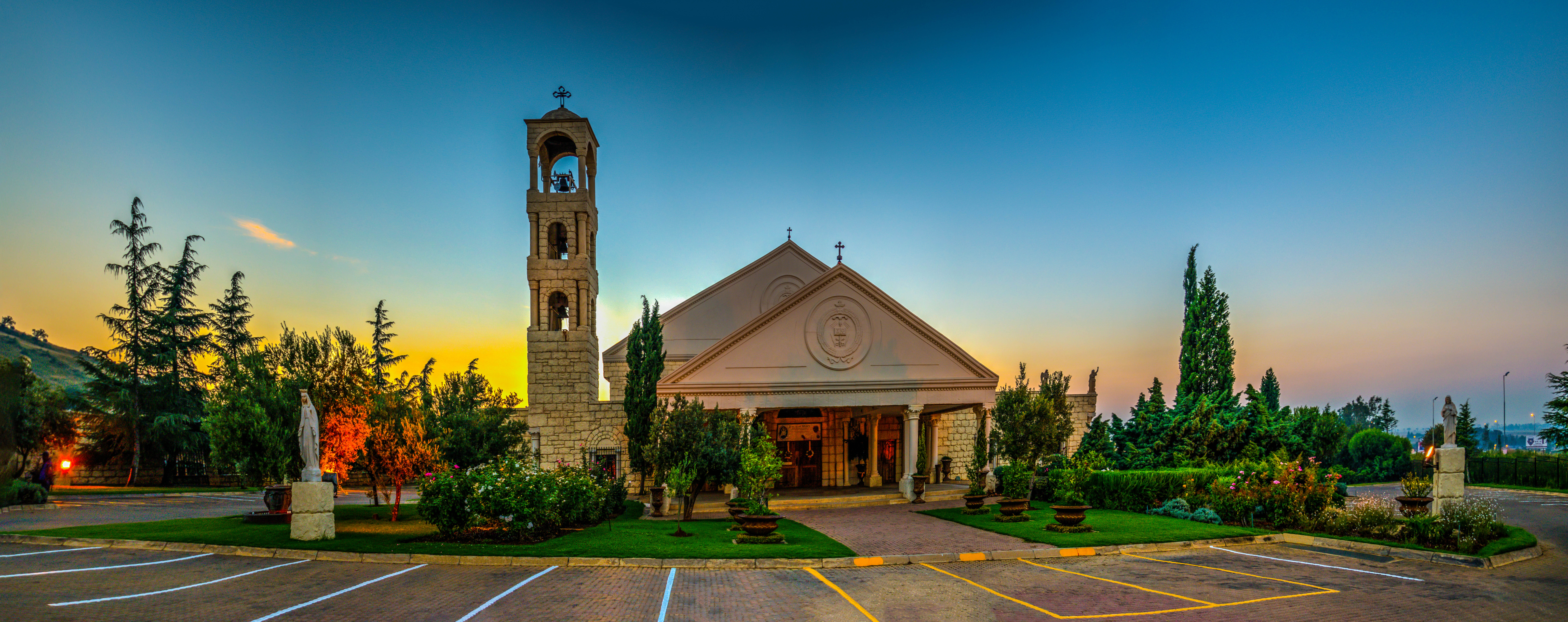
Igreja Nossa Senhora do Líbano em Mulbarton, Joanesburgo

- Santuário de Nossa Senhora dos Cedros do Líbano, Woodmead, Joanesburgo
- Igreja Católica Maronita, Mulbarton, Joanesburgo

### Argentina
- Instituto Nossa Senhora do Líbano, San Martín, Mendoza, Argentina
- Paróquia Nossa Senhora do Líbano, Buenos Aires, Argentina

### Austrália
- Igreja Católica Maronita Nossa Senhora do Líbano, Melbourne VIC
- Igreja Católica Maronita Nossa Senhora do Líbano, Harris Park , Sydney, NSW
- Faculdade Nossa Senhora do Líbano, Harris Park, Sydney, NSW
- Igreja Católica Maronita Nossa Senhora do Líbano, West Wollongong NSW

### Brasil

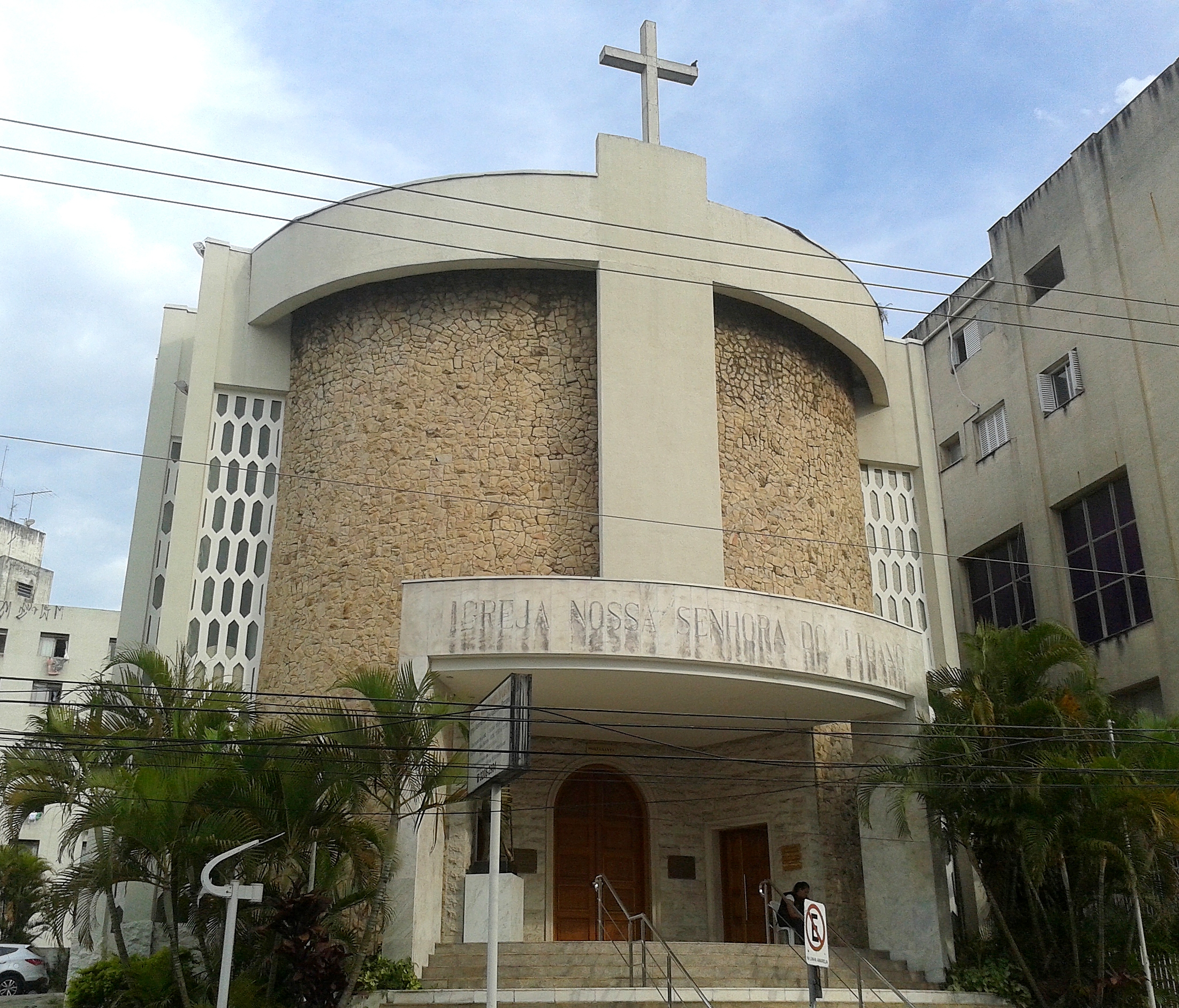
Catedral Maronita Nossa Senhora do Líbano, São Paulo

- Igreja Melquita Nossa Senhora do Líbano, Fortaleza
- Praça Nossa Senhora do Líbano, Visconde do Rio Branco, Minas Gerais
- Igreja Católica Maronita Nossa Senhora do Líbano, Belo Horizonte, MG
- Catedral Maronita de Nossa Senhora do Líbano, São Paulo, SP
- Paróquia Nossa Senhora do Líbano, Porto Alegre, RS
- Igreja Nossa Senhora do Líbano, Rio de Janeiro, RJ

### Canadá
- Igreja Católica Maronita Nossa Senhora do Líbano, Halifax, Nova Escócia
- Igreja Católica Maronita Nossa Senhora do Líbano, Toronto, Ontário
- Igreja Católica Maronita e Santuário de Nossa Senhora do Líbano, Leamington, Ontário
- Igreja Católica Maronita Nossa Senhora do Líbano, Laval, Quebec

### Colômbia
- Procatedral Nossa Senhora do Líbano, Bogotá (Nuestra Señora del Líbano), também conhecida como Igreja de Santa Clara de Assís

### Estados Unidos

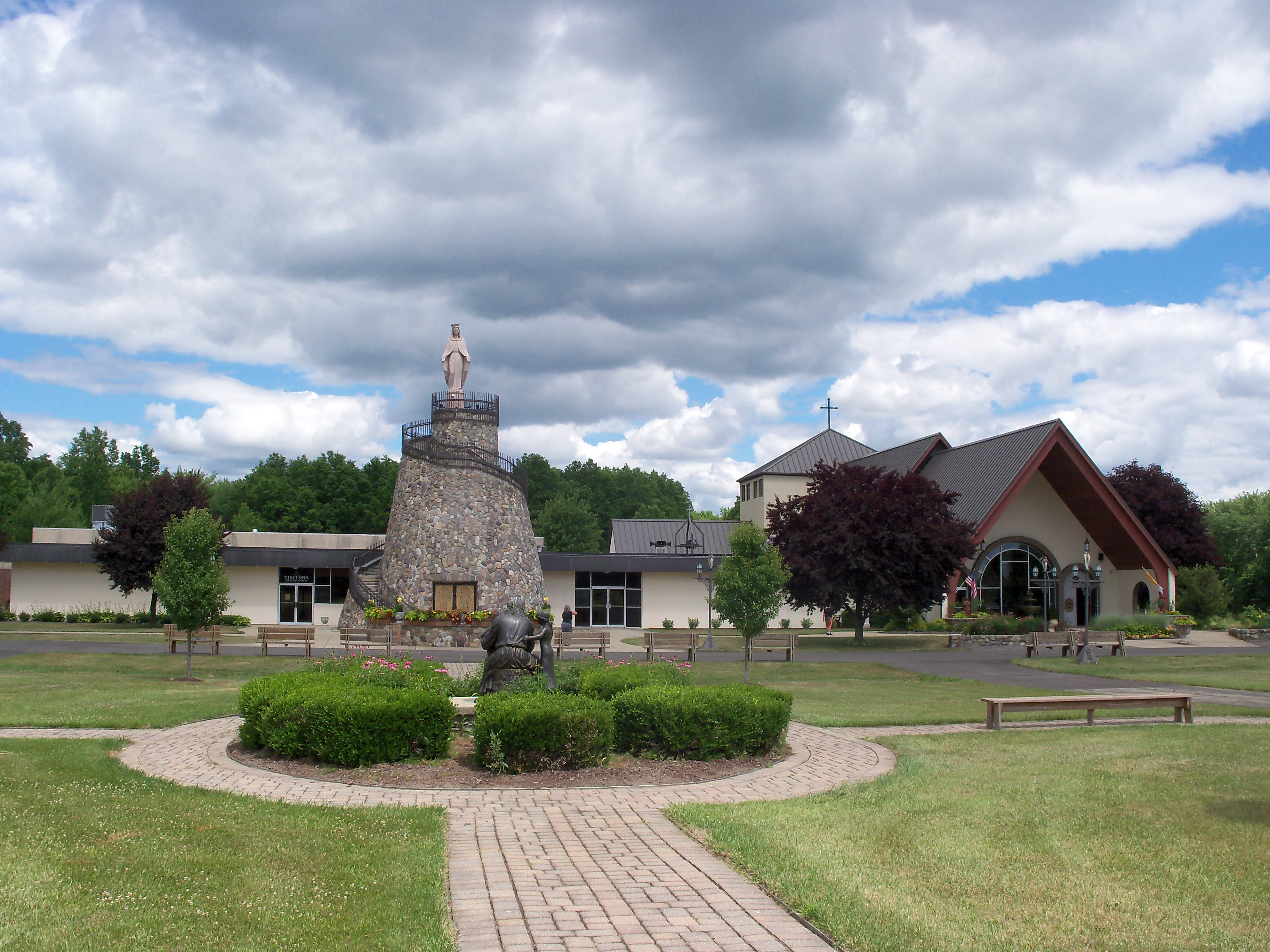
Basílica e Santuário Nacional de Nossa Senhora do Líbano em North Jackson, Ohio

#### Califórnia
- Santuário Mariam Mãe da Vida (réplica de Nossa Senhora do Líbano) na Igreja Católica Maronita de Santo Efrém – El Cajon, Califórnia
- Eparquia Maronita de Nossa Senhora do Líbano – Los Angeles, Califórnia

Nossa Senhora do Monte Líbano – Los Angeles, Califórnia
- Igreja Católica Maronita Antioquena Nossa Senhora do Líbano – Millbrae, Califórnia

#### Connecticut
- Igreja Católica Maronita Nossa Senhora do Líbano, Waterbury, Connecticut

#### Distrito de Columbia
- Capela de Nossa Senhora do Líbano, Basílica do Santuário Nacional da Imaculada Conceição, Washington, DC
- Paróquia Nossa Senhora do Líbano, Washington, DC
- Seminário Nossa Senhora do Líbano, Washington, DC

#### Flórida
- Igreja Católica Maronita Nossa Senhora do Líbano, Miami, Flórida

#### Illinois
- Igreja Católica Maronita Nossa Senhora do Líbano, Lombard, Illinois

#### Massachusetts
- Nossa Senhora dos Cedros do Líbano, Boston, Massachusetts

#### Michigan
- Igreja Católica Maronita Nossa Senhora do Líbano, Flint, Michigan

#### Missouri
- Eparquia Católica de Nossa Senhora do Líbano, Saint Louis, Missouri

#### Nova York
- Catedral Maronita de Nossa Senhora do Líbano (Brooklyn)
- Paróquia Nossa Senhora do Líbano (1914 Maronita; 1934 Romana), Cataratas do Niágara, Nova York

#### Ohio
- Missão Maronita Nossa Senhora do Líbano, Columbus, Ohio
- Basílica e Santuário Nacional de Nossa Senhora do Líbano (North Jackson, Ohio)

#### Oklahoma
- Igreja Católica Nossa Senhora do Líbano, Norman, Oklahoma

#### Pensilvânia
- Igreja Católica Maronita Nossa Senhora do Líbano, Easton, Pensilvânia

#### Texas
- Igreja Católica Maronita Nossa Senhora do Líbano, Austin, Texas
- Igreja Católica Maronita Nossa Senhora dos Cedros, Houston, Texas
- Igreja Católica Maronita Nossa Senhora do Líbano, Lewisville, Texas

#### Virgínia Ocidental
- Igreja Católica Maronita Nossa Senhora do Líbano, Wheeling, Virgínia Ocidental

### França
- Notre Dame du Liban, Paris, França, sede da Eparquia Católica Maronita de Nossa Senhora do Líbano de Paris

### México
- Catedral de Nossa Senhora de Valvanera, Cidade do México, sede da Eparquia Católica Maronita de Nossa Senhora dos Mártires do Líbano no México

### Reino Unido
- Paróquia Nossa Senhora do Líbano – Londres

### Uruguai
- Igreja Paroquial Nossa Senhora do Líbano, Montevidéu

## Galeria de imagens

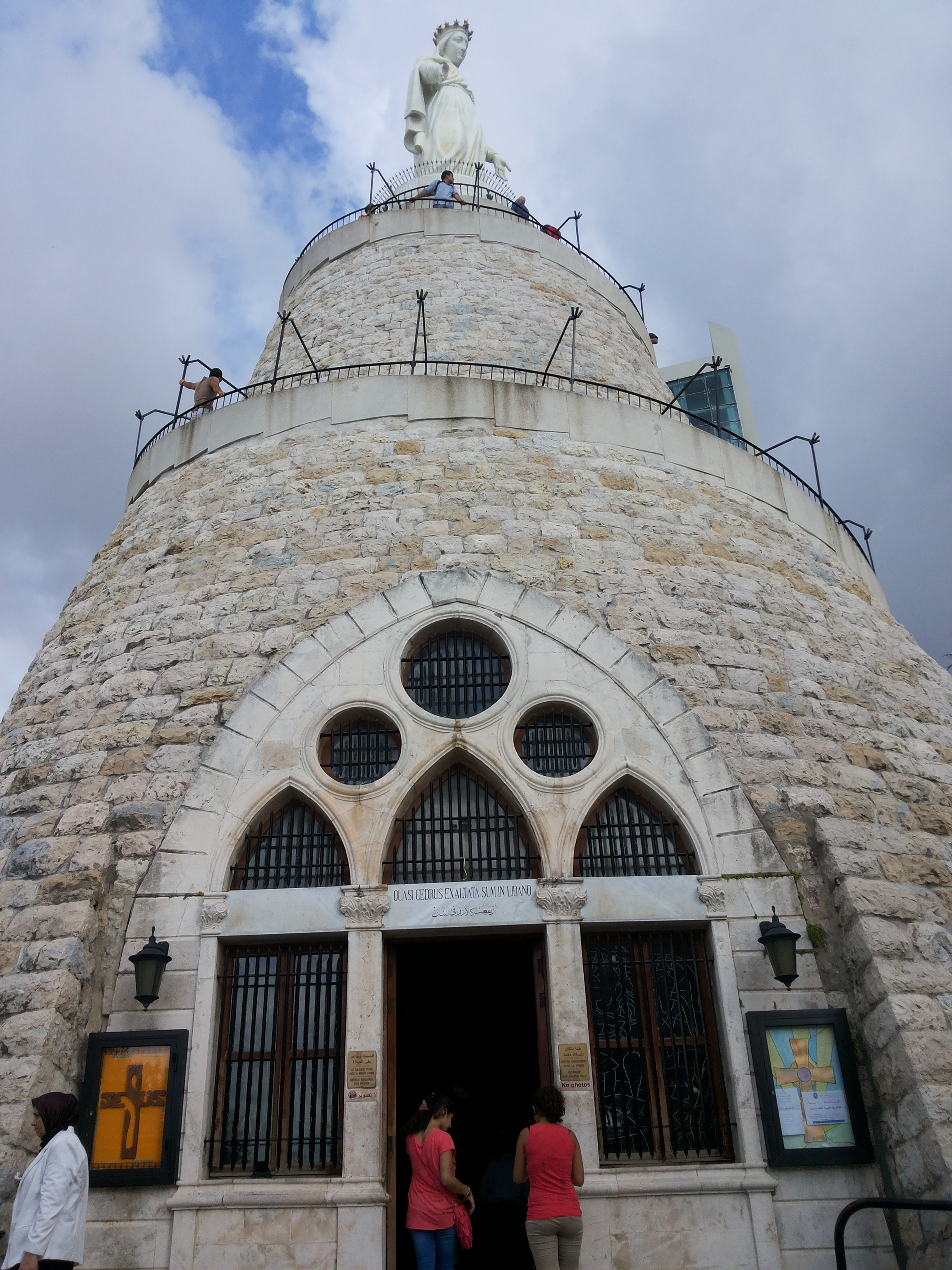
A igreja de Harissa, Líbano
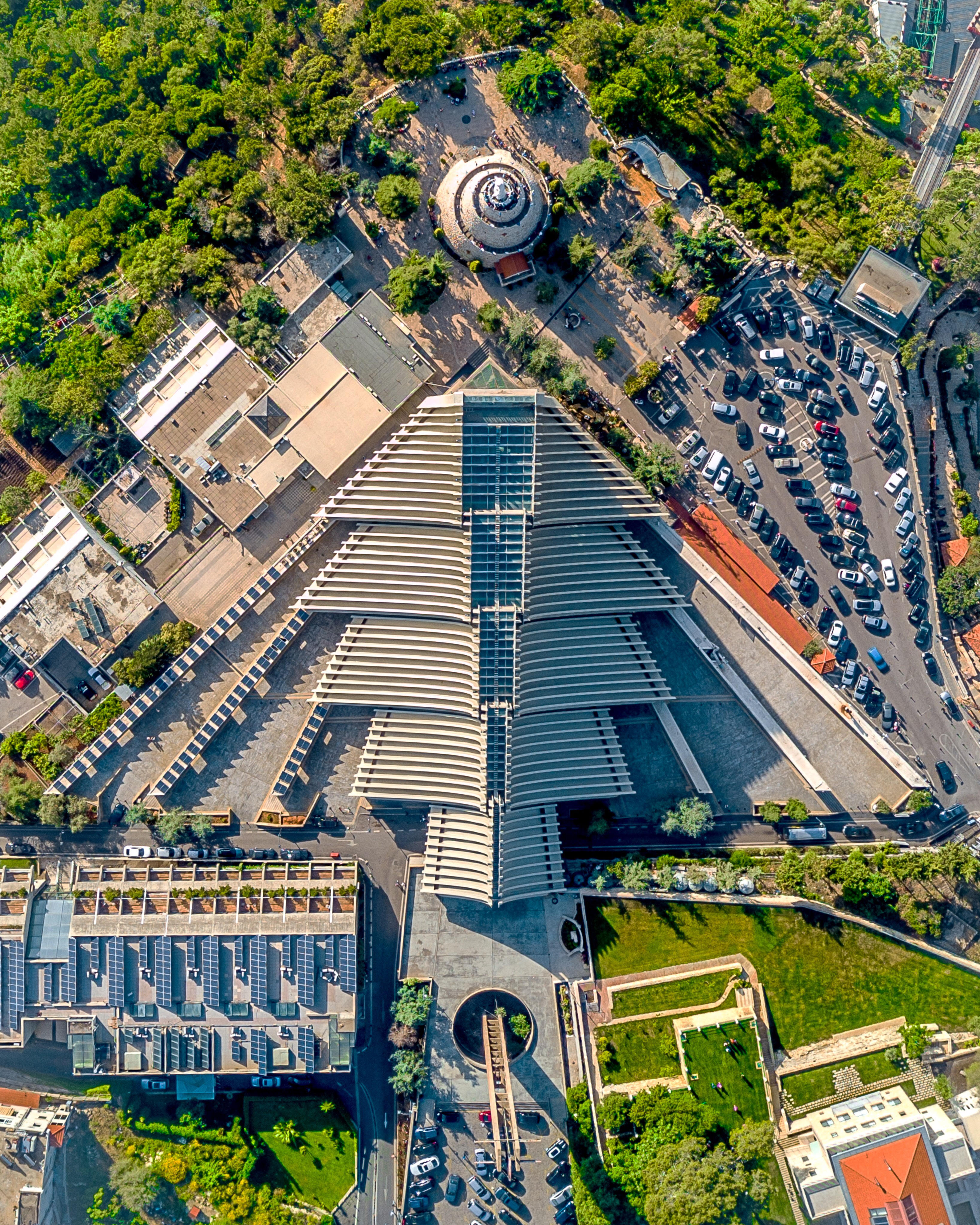
Nossa Senhora do Líbano vista de cima, por Mikhael Bitar
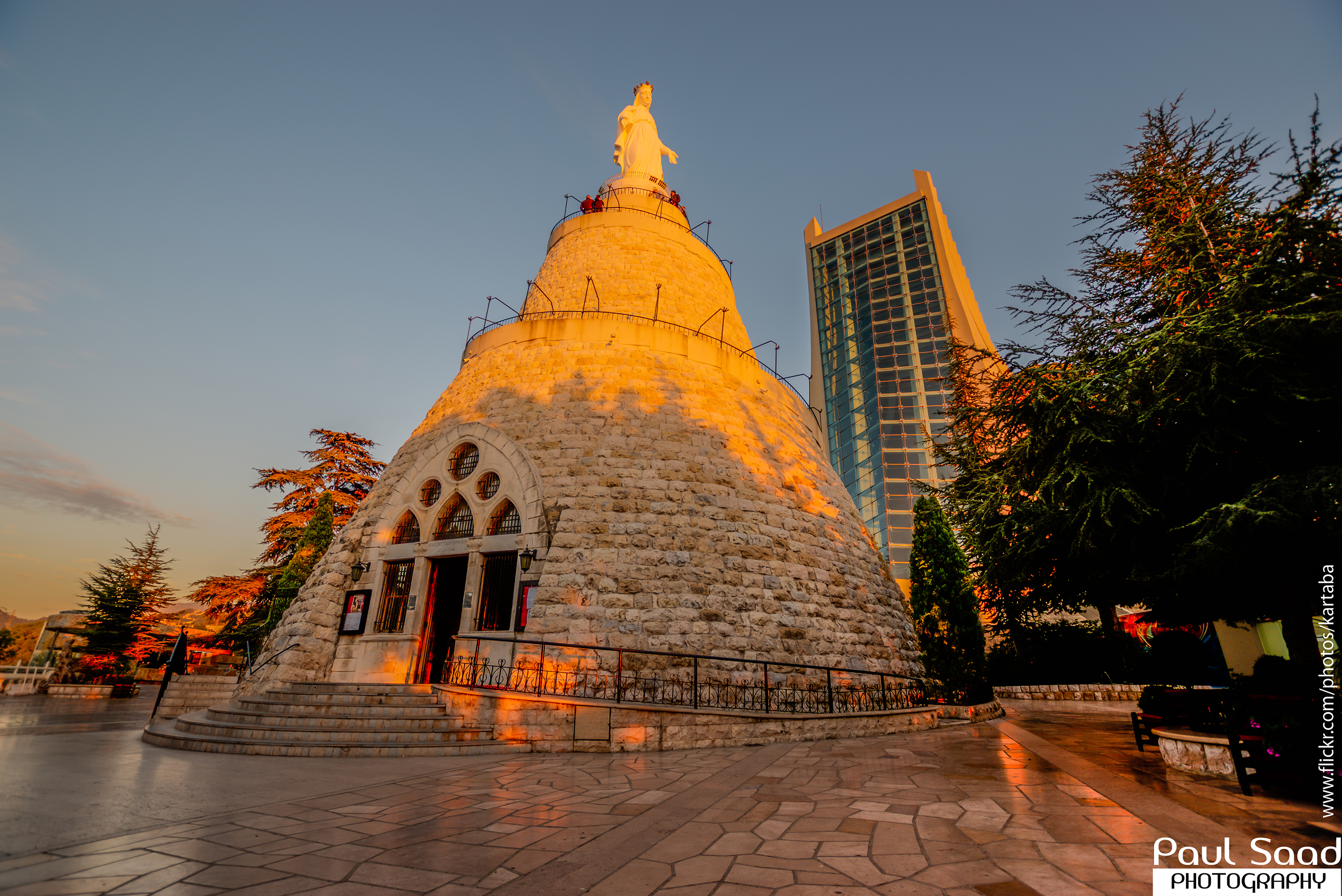
A capela é encimada pela estátua de Nossa Senhora do Líbano
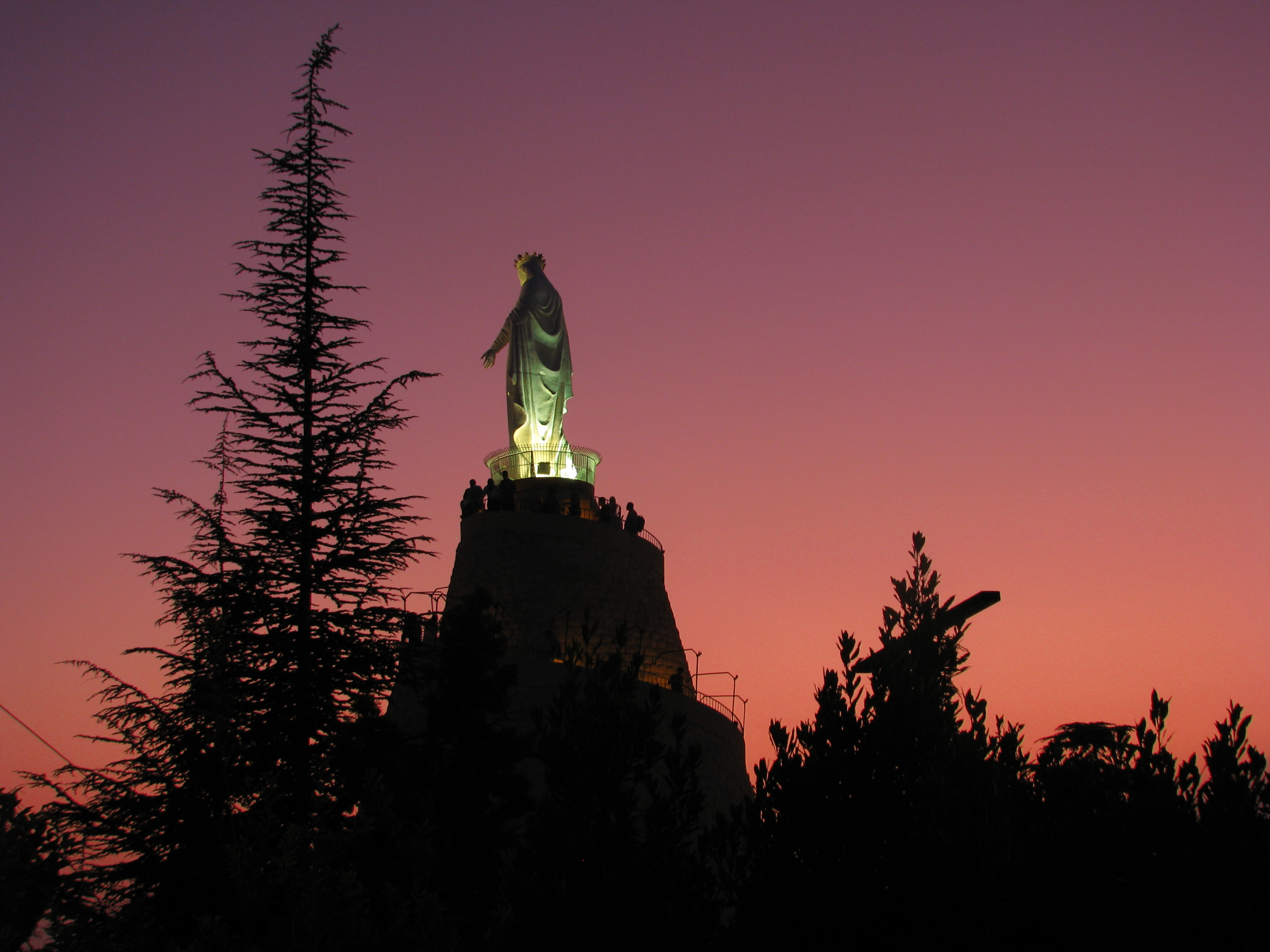
Vista panorâmica do santuário
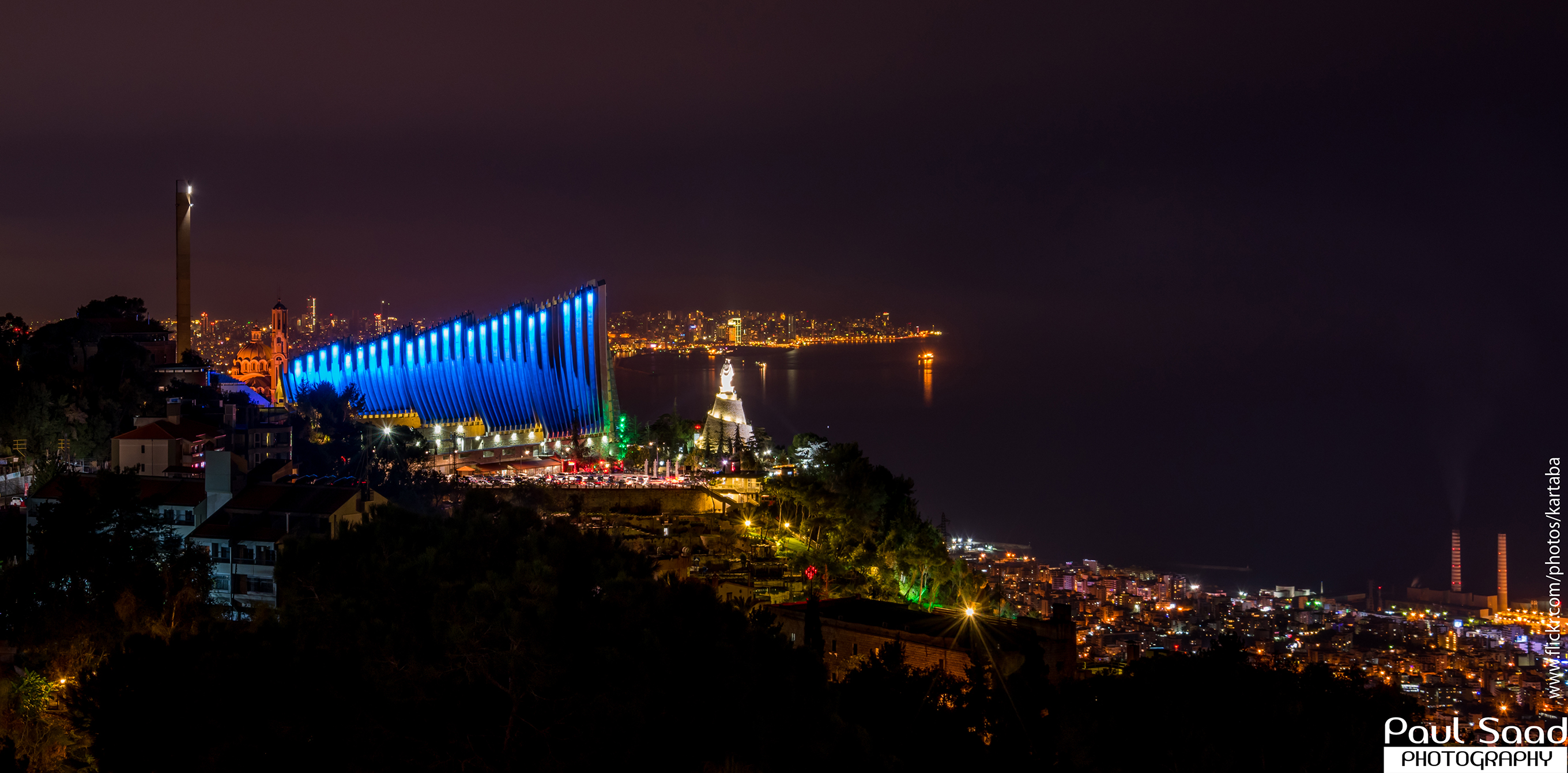
Catedral de Harissa de Bat'ha
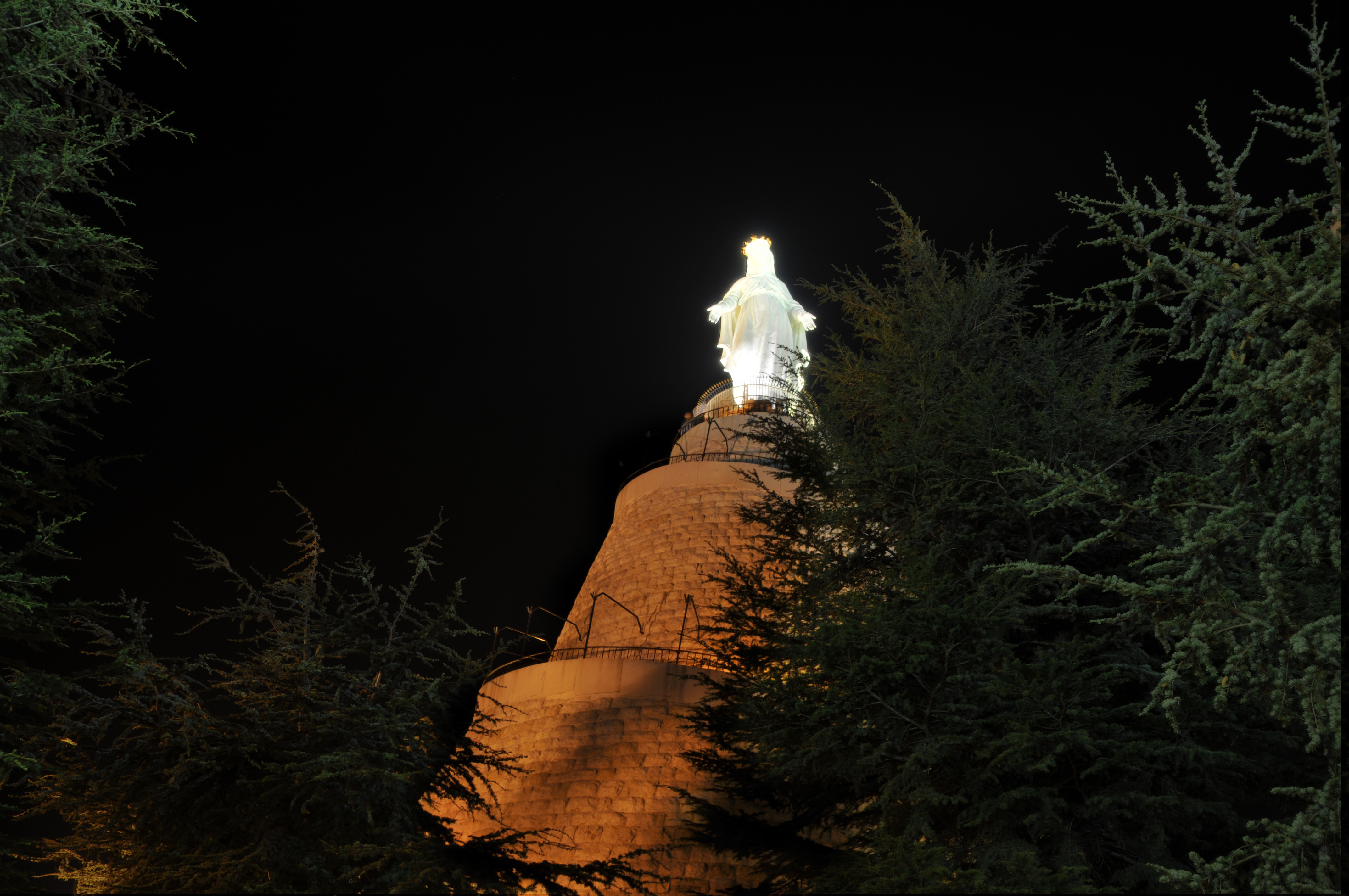
Santuário à noite
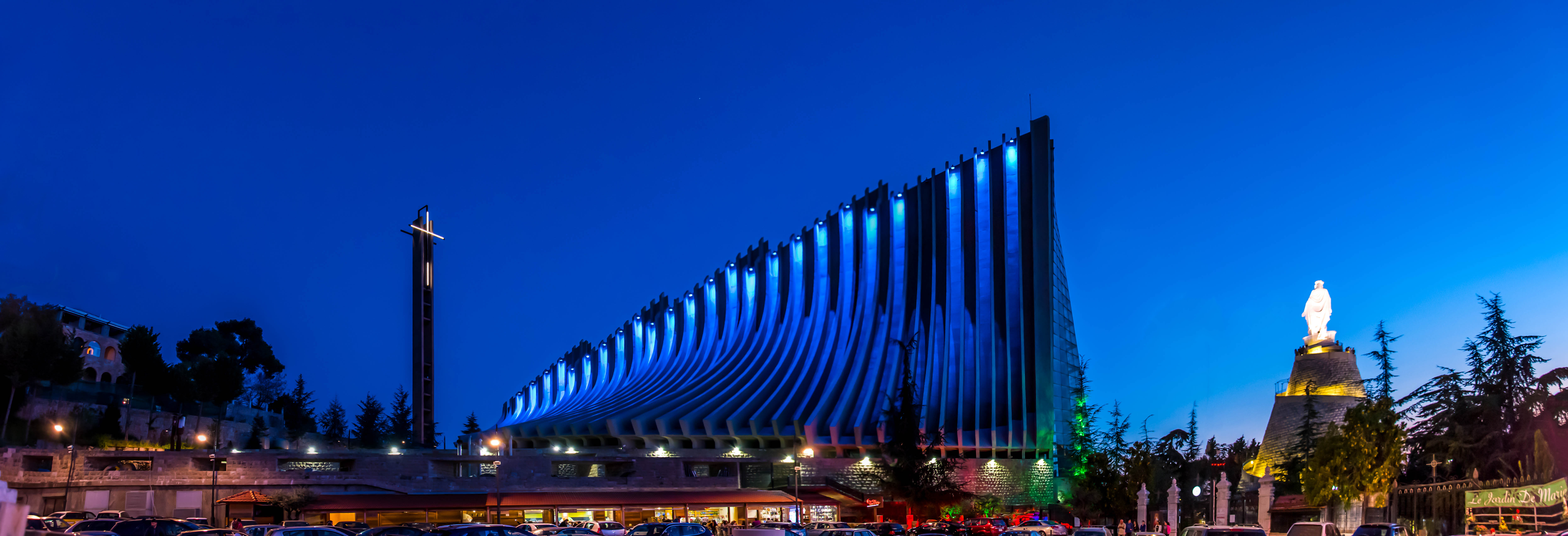
Vista noturna da basílica de Harissa
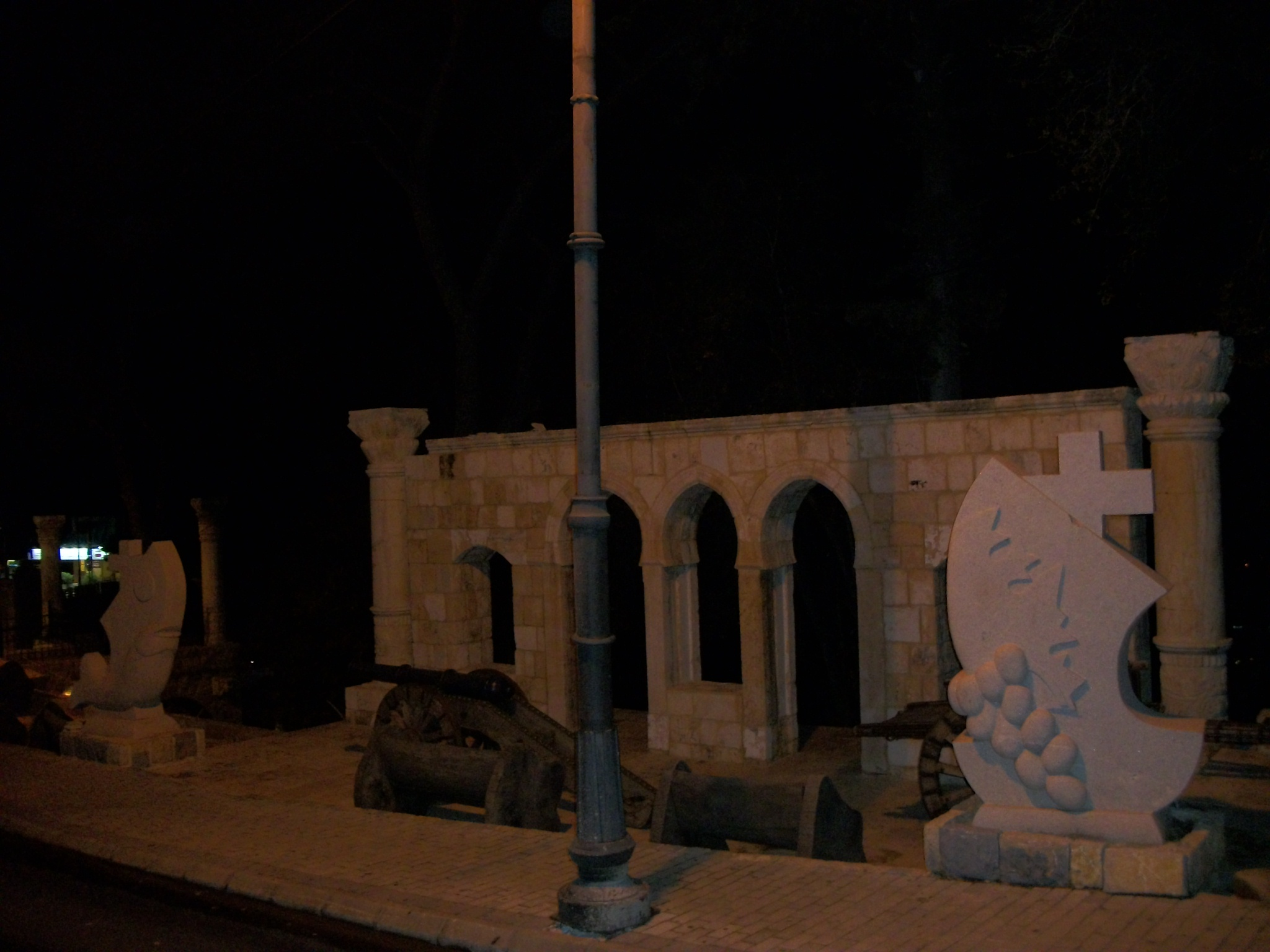
Entrada do Santuário Nossa Senhora do Líbano
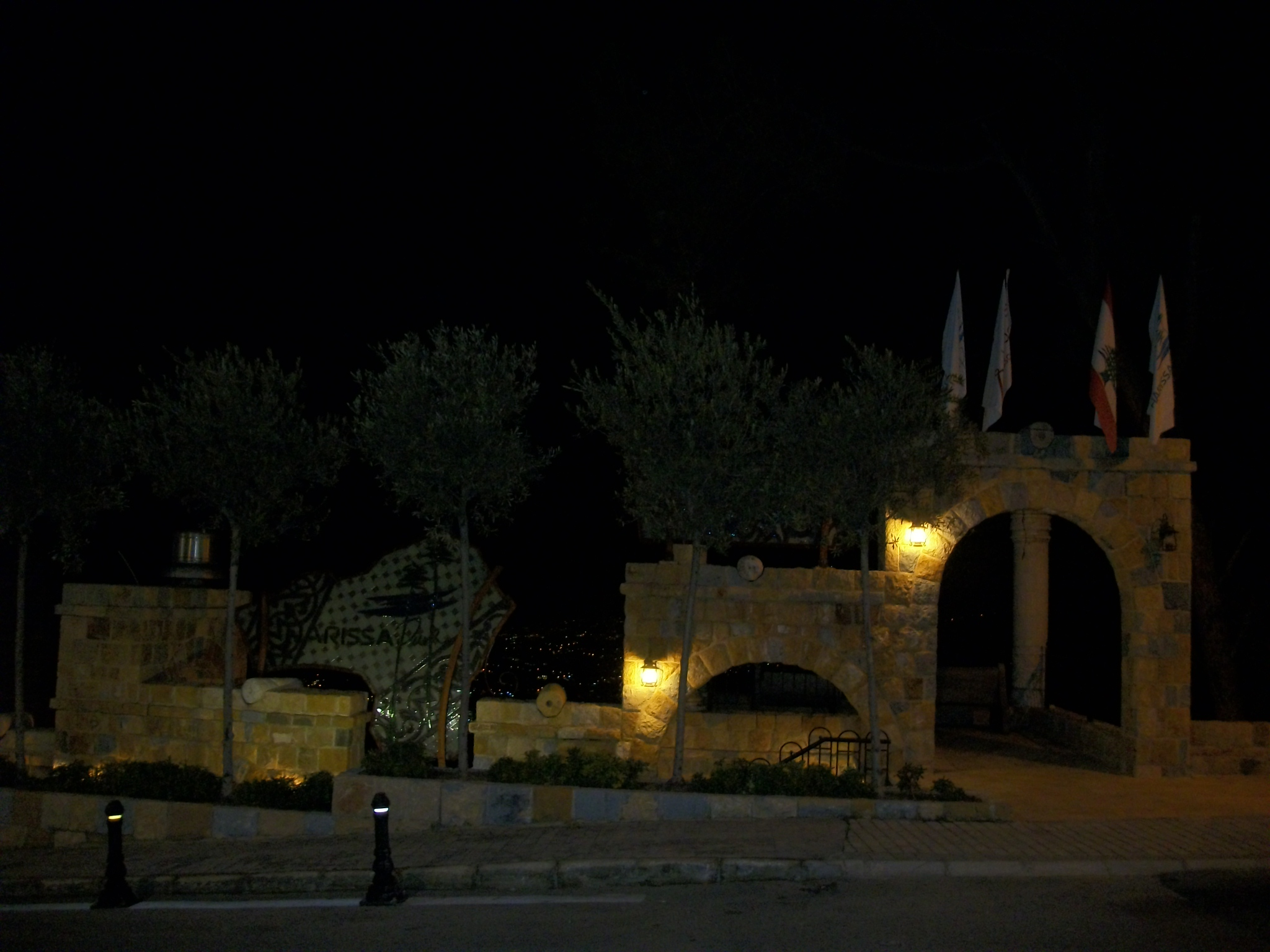
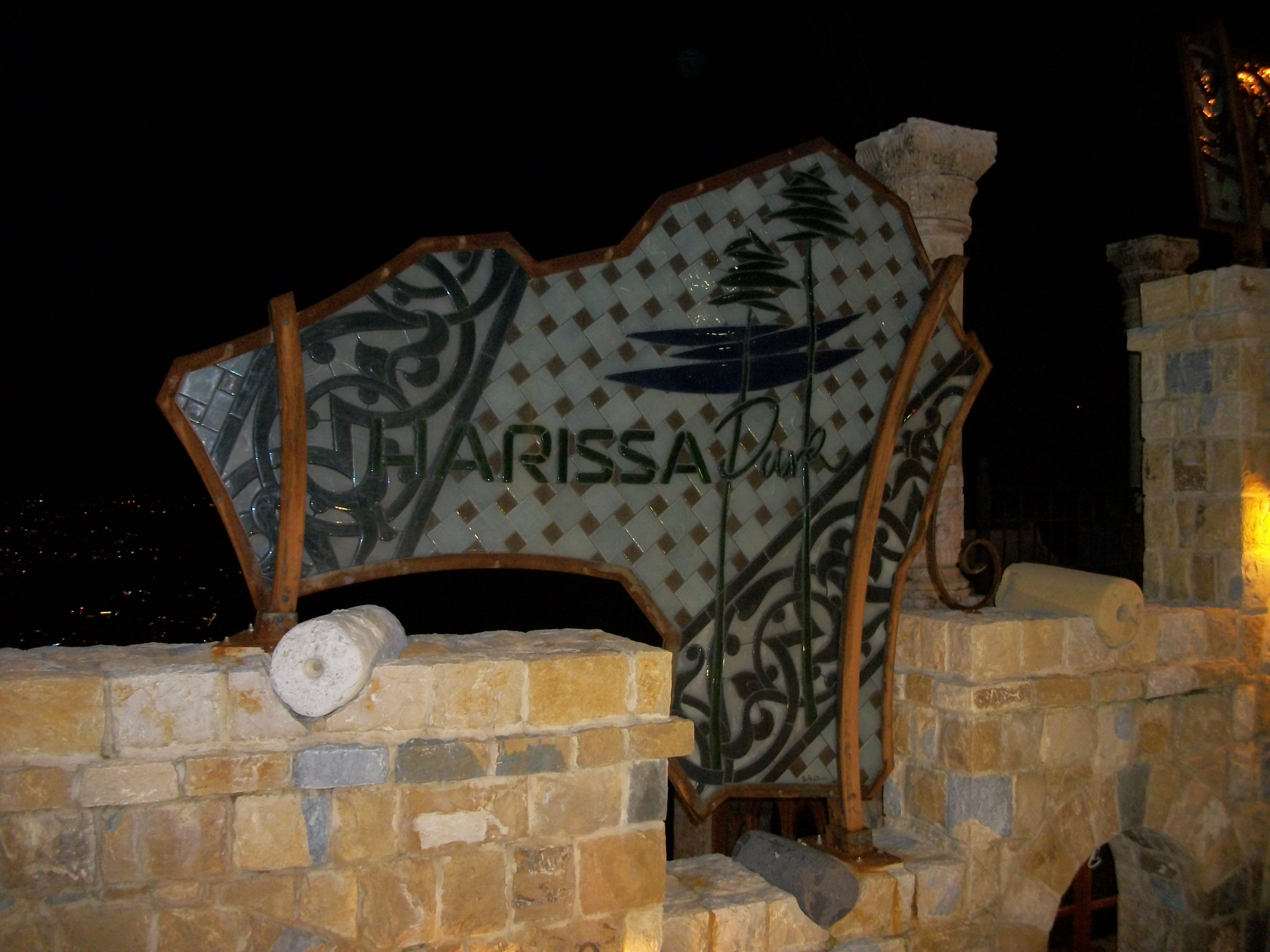
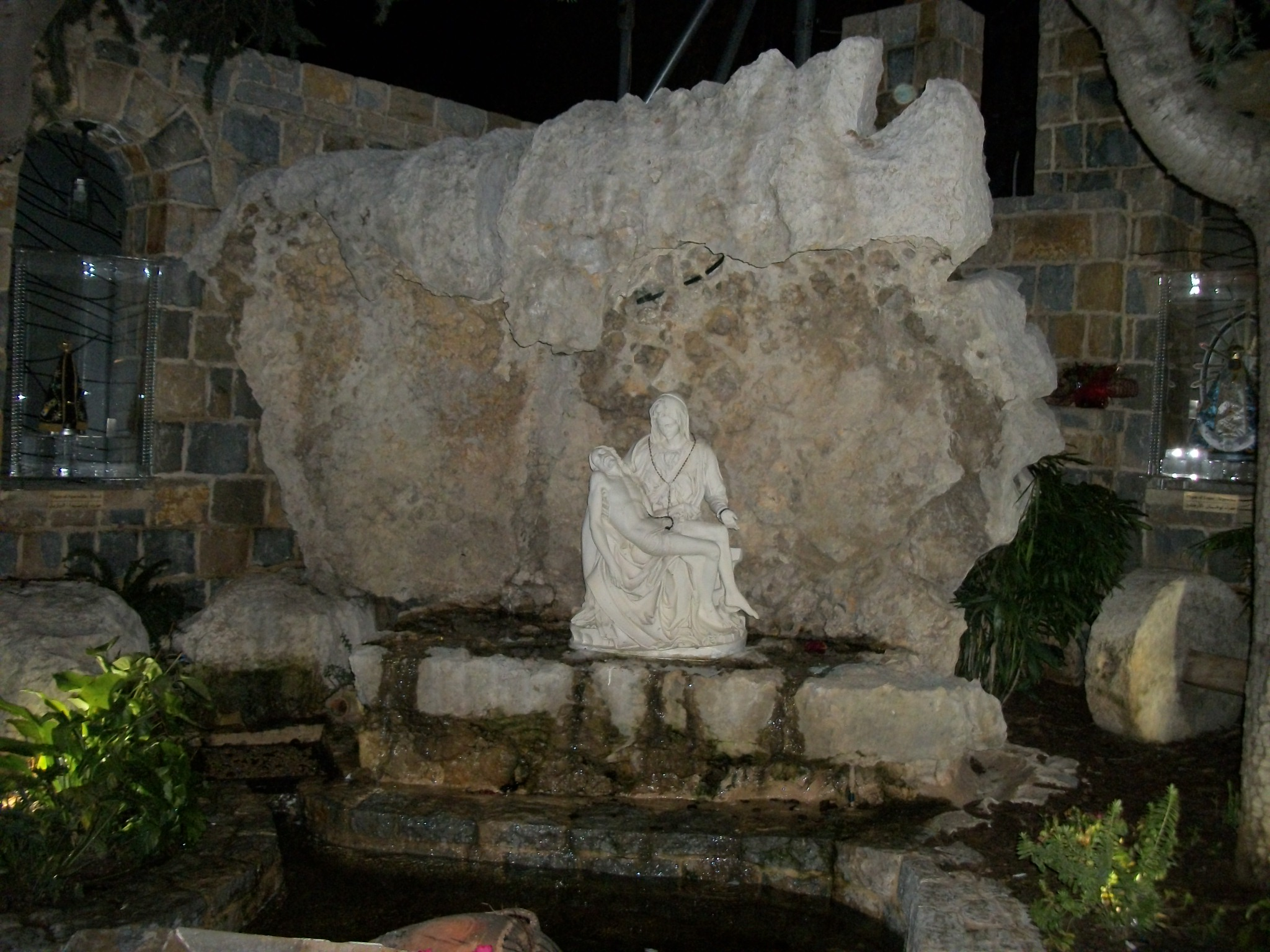
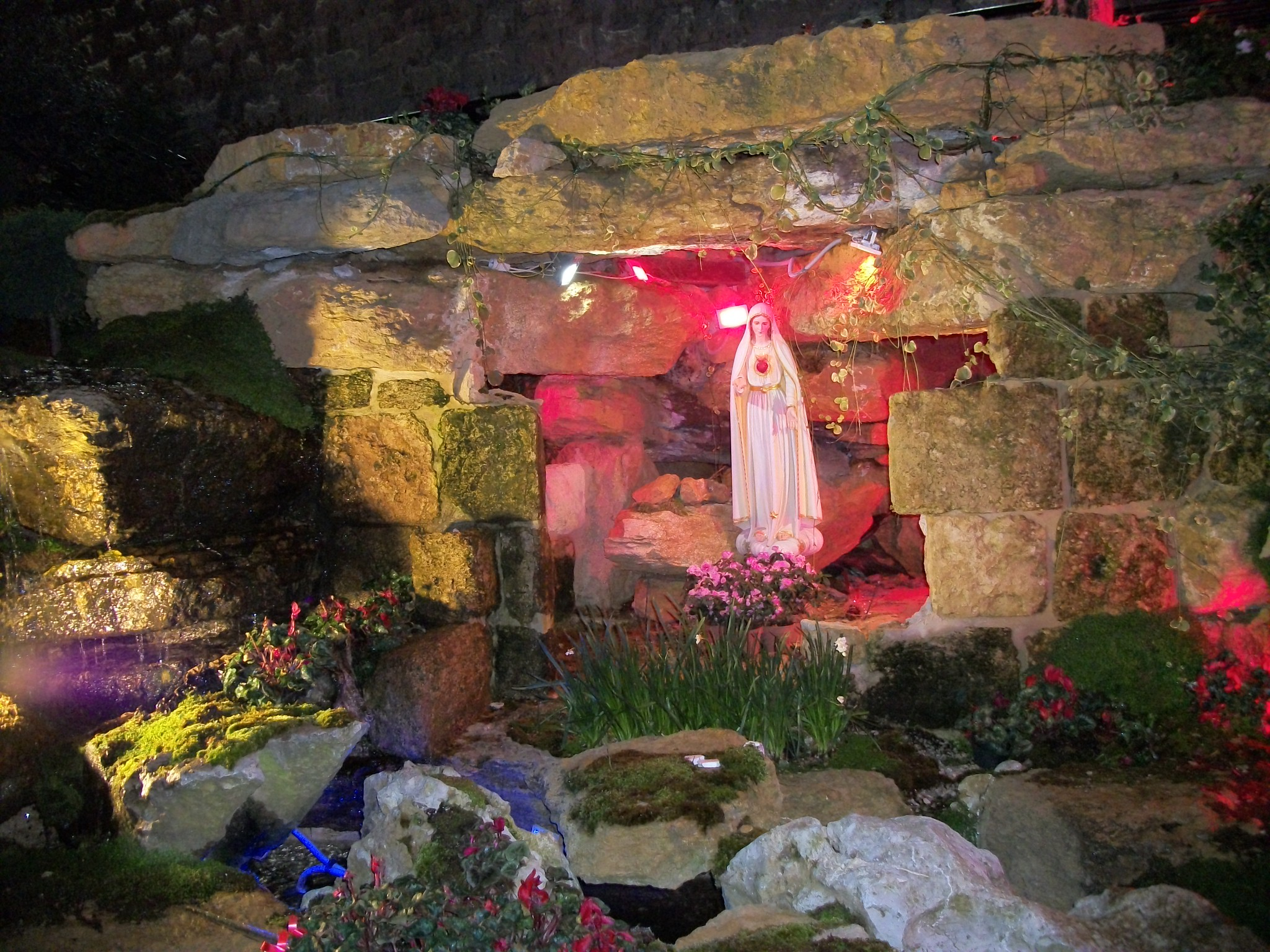